# مقطع حق
مقطع الحق رجل معروف بين الناس بقدرته على تطبيق القوانين القبلية (السلوم) ويلزمهم بها، وإذا لم يقبل الخصوم حكمه، حاكمهم إلى مقطع حق آخر أعلى منه درجة. ومقطع الحق مثل القضاة القانونيين يلزمون الناس بحكمهم، فيأخذ من الخصوم قبل الحكم عهودًا وضمانات على أن يقبلوا بحكمه في تلك القضية.
وقد كان هؤلاء ينتشرون بكثرة في المناطق الجنوبية وما حولها في المملكة العربية السعودية، وتسمى هذه العادات أو الأعراف التي يحكم بها مقطع الحق بعدة مسميات، مثل: "سلوم القبائل" - "عادات القبائل" - "أعراف القبائل" - عادات القبائل" - "حقوق القبائل" - "شرع الرفاقة" - "القوادي (جمع قادي)". ولكل قبيلة عادات قد تشترك في بعضها وقد يكون بينها اختلاف، وكلما قرب المكان توافقت العادات.

## التسميات والخصائص الأخلاقية لمقطع الحق
توجد عدة تسميات مختلفة لمقطع الحق باختلاف القبيلة والمنطقة، ومنها: «مقارع الحق»، أو «القوادي»، أو «جوازع البطحاء»، أو «قول عارف»، أو «معقد الحق»، أو «الحق»، أو «العارف».
يتميز مقطع الحق بسمات أخلاقية منها: الإستماع والتواضع والنزاعة والإنصاف والتوازن الانفعالي. كما يعتمد على قدرة عالية من الذكاء وإدراك عميق للقيم التي تأسست عليها السلوم والعادات. 

## اللجنة الدائمة للفتوى في السعودية
سئلت اللجنة الدائمة عن حكم التحاكم على مقطع حق وأخذ المثارات ودين الخمسة فأكثر، والغرم فأجابت بالفتوى:
«وبعد دراسة اللجنة للاستفتاء أجابت بأن ما ذكر من الحكم والتحاكم إلى الأحكام العرفية والمبادئ القبلية ؛ كالثارات ودين الخمسة أو العشرة والغرم وغيرها - كل هذه ليست أحكامًا شرعية ، وإنما هي من الأحكام القبلية التي لا يجوز الحكم بها بين الناس ، ويحرم على المسلمين التحاكم إليها ؛ لأنها من التحاكم إلى الطاغوت الذي نهينا أن نتحاكم إليه ، وقد أمرنا الله بالكفر به في قوله تعالى : ﴿أَلَمْ تَرَ إِلَى الَّذِينَ يَزْعُمُونَ أَنَّهُمْ آمَنُوا بِمَا أُنْزِلَ إِلَيْكَ وَمَا أُنْزِلَ مِنْ قَبْلِكَ يُرِيدُونَ أَنْ يَتَحَاكَمُوا إِلَى الطَّاغُوتِ وَقَدْ أُمِرُوا أَنْ يَكْفُرُوا بِهِ وَيُرِيدُ الشَّيْطَانُ أَنْ يُضِلَّهُمْ ضَلاَلاً بَعِيدًا﴾ ولا يحل لمشائخ القبائل ولا لغيرهم الحكم بين الناس بما تمليه الأعراف والمبادئ القبلية السابق ذكرها ، بل الواجب عليهم أن يتحاكموا إلى الشريعة الإسلامية امتثالاً لأمر الله عز وجل في قوله تعالى : ﴿وَأَنِ احْكُمْ بَيْنَهُمْ بِمَا أَنْزَلَ اللَّهُ وَلاَ تَتَّبِعْ أَهْوَاءَهُمْ﴾ وقوله : ﴿وَمَنْ لَمْ يَحْكُمْ بِمَا أَنْزَلَ اللَّهُ فَأُولَئِكَ هُمُ الظَّالِمُونَ﴾ وقوله : ﴿ وَمَنْ لَمْ يَحْكُمْ بِمَا أَنْزَلَ اللَّهُ فَأُولَئِكَ هُمُ الْفَاسِقُونَ﴾ وقوله تعالى : ﴿فَلاَ وَرَبِّكَ لاَ يُؤْمِنُونَ حَتَّى يُحَكِّمُوكَ فِيمَا شَجَرَ بَيْنَهُمْ ثُمَّ لاَ يَجِدُوا فِي أَنْفُسِهِمْ حَرَجًا مِمَّا قَضَيْتَ وَيُسَلِّمُوا تَسْلِيمًا﴾ والواجب على الجميع التحاكم إلى شرع الله المطهر. وبالله التوفيق ، وصلى الله على نبينا محمد وآله وصحبه وسلم.»